# Parminder Nagra
Parminder Kaur Nagra (Leicester, 1975. október 5. –) angol színésznő.
Legismertebb szerepe Neela Rasgotra doktor a Vészhelyzet (2003–2009) című drámasorozatban. Feltűnt a Feketelista (2013–2014) és A S.H.I.E.L.D. ügynökei (2016–2017) epizódjaiban is. 
Legelső filmje a 2002-es Csavard be, mint Beckham volt.

## Élete és pályafutása
Leicesterben született, Sukha Nashuter és Nagra pandzsábi bevándorló gyári munkások gyermekeként. Szülei az 1960-as években emigráltak Angliába, Parminder már itt nőtt fel. Két fiútestvére és egy lánytestvére van. 

## Magánélete
2009. január 17-én hét évi jegyesség után, szikh rítus szerint összeházasodott James Stenson fotóssal. Május 19-én született meg gyermekük. A házaspár 2013 májusában vált el.
Legjobb barátnője Maura Tierney, aki szintén játszott a Vészhelyzet című sorozatban. 

## Filmográfia

### Film
| Év   | Magyar cím                   | Eredeti cím              | Szerep                       | Magyar hang         |
| ---- | ---------------------------- | ------------------------ | ---------------------------- | ------------------- |
| 2002 | Csavard be, mint Beckham     | Bend It Like Beckham     | Jesminder „Jess” Kaur Bhamra | Molnár Ilona        |
| 2004 | Elátkozott Ella              | Ella Enchanted           | Areida                       |                     |
| 2005 |                              | B13                      | narrátor (hangja)            |                     |
| 2008 | Álmaim élete                 | In Your Dreams           | Charlie                      | Nemes Takách Kata   |
| 2008 | Álmaim élete                 | In Your Dreams           | Charlie                      | Haffner Anikó       |
| 2008 | Batman: Gotham lovagja       | Batman: Gotham Knight    | Cassandra (hangja)           | Pokorny Lia         |
| 2010 |                              | Tere Ishq Nachaya        | Harpreet                     |                     |
| 2011 | Rosszcsont Peti – A mozifilm | Horrid Henry: The Movie  | Miss Lovely                  |                     |
| 2012 | Londoni alvilág              | Twenty8k                 | Deeva Jani                   |                     |
| 2014 | Postás Pat – A mozifilm      | Postman Pat: The Movie   | Nisha Bains (hangja)         | Nemes Takách Kata   |
| 2018 | Madarak a dobozban           | Bird Box                 | Dr. Lapham                   |                     |
| 2019 | Két lépés távolság           | Five Feet Apart          | Dr. Noor Hamid               | Majsai-Nyilas Tünde |
| 2019 |                              | Piney: The Lonesome Pine | buszsofőr (hangja)           |                     |
| 2021 |                              | Awaken (rövidfilm)       | Rakhi Singh                  |                     |
| 2023 |                              | The Kiss List            | Asha                         |                     |

### Televízió
- 2003–2009: Vészhelyzet (E.R.) – Neela Rasgotra
- 2018: Isten belájkolt (God Friended Me) – Pria

## Díjak és jelölések
- jelölés – Európai Filmakadémia (2002) – Legjobb női alakítás (Csavard be, mint Beckham)